# معهد أكسفورد للإنترنت

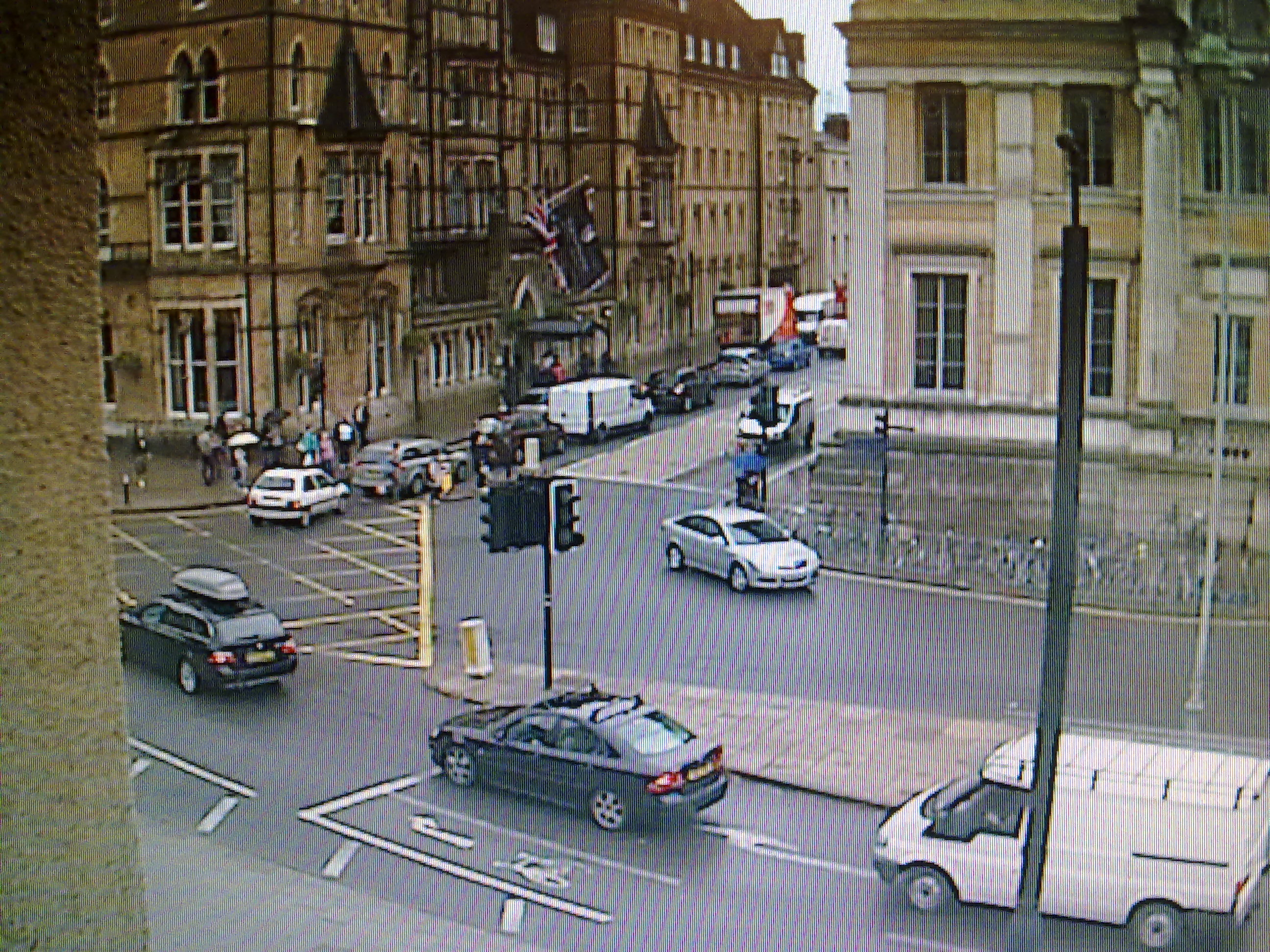

معهد أكسفورد للإنترنت (بالإنجليزية Oxford Internet Institute أو OII) هو معهد متعدد التخصصات تابع لجامعة أكسفورد في إنجلترا مقره في بناية تابعة لكلية باليول. المعهد مختص بدراسة الآثار المجتمعية للإنترنت، بهدف تشكيل البحث والسياسات والممارسات في المملكة المتحدة وأوروبا وحول العالم. هو العضو الرئيسي في المملكة المتحدة لمشروع الإنترت العالمي.